# Association française d'action artistique
Pour les articles homonymes, voir AFAA.
L'Association française d'action artistique (AFAA) était une association française, opérateur délégué du ministère des Affaires étrangères à la direction générale de la Coopération internationale et du Développement (DGCID), et du ministère de la Culture pour les échanges culturels internationaux et l'aide au développement dans les domaines des arts de la scène, des arts visuels, de l'architecture, du patrimoine, des arts appliqués et de l'ingénierie culturelle.

## Action
L'AFAA fait se rencontrer les différents milieux artistiques, les représentations culturelles françaises à l'étranger – ambassades et établissements culturels (centres culturels, instituts français, alliances françaises) –, les grandes institutions, le secteur privé et de nombreuses collectivités territoriales françaises (communes, départements, régions). Elle mène des actions de diffusion et met en œuvre des projets de coopération, de coréalisations, de formation et de résidences dans le monde. Elle est l'opérateur des Saisons culturelles étrangères organisées en France. Elle soutient également la promotion et la diffusion des expressions artistiques africaines contemporaines.

## Histoire
L'AFAA trouve son origine en 1918, lorsqu'un petit groupe d'artistes, de collectionneurs et d'hommes politiques obtient du directeur des Beaux-Arts du ministère de l'Instruction publique l'autorisation de créer un Service d'études d'action artistique à l'étranger pour promouvoir dans le monde la création artistique française. Confié au pianiste Alfred Cortot, ce service travaille en étroite collaboration avec le Service des œuvres françaises à l'étranger du ministère des Affaires étrangères.
Les deux ministères conviennent bientôt des limites que présente le cadre administratif traditionnel au développement de cette nouvelle mission et qu'une association, placée sous leur double patronage, serait sans doute plus adaptée. C'est ainsi qu'est créée en 1922 l’Association française d'expansion et d'échanges artistiques, reconnue d'utilité publique le 16 mai 1923 et qui devient en 1934 l’Association française d'action artistique.
Pendant la guerre, l'AFAA était dirigée par Philippe Erlanger, depuis 1938 et jusqu'à sa révocation, fin décembre 1940. Son adjoint Michel Florisoone le remplace jusqu'à ce qu'Erlanger retrouve son fauteuil, en novembre 1945. Les activités de l'Association sont alors sous le contrôle du Secrétariat Général des Beaux-Arts dirigé par Louis Hautecœur. Entre fin 1942 et le printemps 1944, l'AFAA finance la production d'une quarantaine de disques 78 tours hors commerce : Eugène Bigot et Roger Désormière enregistrent des œuvres de compositeurs français vivants (en ligne).
L'AFAA fusionne en 2000 avec l'association Afrique en création. Elle fusionne ensuite en 2006 avec l'Association pour la diffusion de la pensée française (ADPF) et prend le nom de Culturesfrance, qu'Olivier Poivre d'Arvor, écrivain et philosophe, dirige de 1999 à 2010 (il est nommé à partir de septembre 2010 directeur de France Culture par Jean-Luc Hees, président du groupe Radio France). En janvier 2011, Culturesfrance est remplacée par l'Institut français, qui bénéficie d’un périmètre d’action élargi et de moyens renforcés.